# 2019-es olasz labdarúgókupa-döntő
A 2019-es olasz labdarúgókupa-döntő a 72. döntő volt a Coppa Italia történetében. A mérkőzést a Olimpiai Stadionban, Rómában rendezték 2019. május 15-én. A két részvevő az Atalanta és a Lazio volt, a két csapat először találkozott a sorozat döntőjében. A mérkőzést 2–0 arányban a Lazio nyerte, ezzel hetedik kupagyőzelmét szerezve. Az Atalanta egyetlen kupasikere mellett a harmadik döntőjét veszítette el.
A Lazio a győzelemmel részvételi jogot szerzett a 2019-es olasz labdarúgó-szuperkupa mérkőzésre és a 2019–2020-as Európa-liga selejtezőjébe.

## Út a döntőbe
| Atalanta     | Atalanta                              | Forduló                          | Lazio              | Lazio                                 |
| ------------ | ------------------------------------- | -------------------------------- | ------------------ | ------------------------------------- |
| Ellenfél     | Végeredmény                           | 2018–2019-es olasz labdarúgókupa | Ellenfél           | Végeredmény                           |
| Cagliari (V) | 2–0                                   | A legjobb nyolc közé jutásért    | Novara (H)         | 4–1                                   |
| Juventus (H) | 3–0                                   | Negyeddöntő                      | Internazionale (V) | 1–1 (4–3 tizenegyesekkel)             |
| Fiorentina   | 3–3 (V), 2–1 (H). (5–4 összesítésben) | Elődöntő                         | Milan              | 0–0 (H), 1–0 (V). (1–0 összesítésben) |

## A mérkőzés

### Jegyértékesítés
A döntőre szóló jegyeket az olasz rajongóknak biztonsági okokból csak 2019. április 29-től kezdték árulni. A belépőket három árkategóriában, 35 eurós, 50 eurós és 130 eurós áron lehetett megvenni.

### Részletek
| 2019. május 15. 20:45 |

| Atalanta | 0–2               | Lazio                           |
| -------- | ----------------- | ------------------------------- |
|          | (0–0) Jegyzőkönyv | Milinković-Savić 82' Correa 90' |

| Olimpiai Stadion, Róma Nézőszám: 57,059 Játékvezető: Luca Banti |

| Atalanta | Lazio |

| GK                   | 95 | Pierluigi Gollini         |     |     |
| CB                   | 5  | Andrea Masiello           | 37' |     |
| CB                   | 6  | José Luis Palomino        |     |     |
| CB                   | 19 | Berat Djimsiti            |     |     |
| RM                   | 33 | Hans Hateboer             |     |     |
| CM                   | 15 | Marten de Roon            |     | 85' |
| CM                   | 11 | Remo Freuler              | 81' |     |
| LM                   | 21 | Timothy Castagne          |     | 84' |
| AM                   | 10 | Alejandro Darío Gómez (c) |     |     |
| CF                   | 72 | Josip Iličić              |     |     |
| CF                   | 91 | Duván Zapata              | 41' | 84' |
| Cserék:              |    |                           |     |     |
| GK                   | 1  | Etrit Berisha             |     |     |
| GK                   | 31 | Francesco Rossi           |     |     |
| DF                   | 7  | Arkadiusz Reca            |     |     |
| DF                   | 8  | Robin Gosens              |     | 84' |
| DF                   | 23 | Gianluca Mancini          |     |     |
| DF                   | 41 | Roger Ibañez              |     |     |
| DF                   | 78 | Enrico Del Prato          |     |     |
| MF                   | 22 | Matteo Pessina            |     |     |
| MF                   | 70 | Andrea Colpani            |     |     |
| MF                   | 88 | Mario Pašalić             |     | 85' |
| FW                   | 17 | Roberto Piccoli           |     |     |
| FW                   | 99 | Musa Barrow               |     | 84' |
| Vezetőedző:          |    |                           |     |     |
| Gian Piero Gasperini |    |                           |     |     |

| GK             | 1  | Thomas Strakosha        |     |     |
| CB             | 3  | Luiz Felipe             |     |     |
| CB             | 33 | Francesco Acerbi        |     |     |
| CB             | 15 | Bastos                  | 24' | 36' |
| RM             | 77 | Adam Marušić            | 87' |     |
| CM             | 16 | Marco Parolo            |     |     |
| CM             | 6  | Lucas Leiva             | 57' |     |
| CM             | 10 | Luis Alberto            |     | 78' |
| LM             | 19 | Senad Lulić (c)         | 39' |     |
| CF             | 17 | Ciro Immobile           |     | 66' |
| CF             | 11 | Joaquín Correa          |     |     |
| Cserék:        |    |                         |     |     |
| GK             | 23 | Guido Guerrieri         |     |     |
| GK             | 24 | Silvio Proto            |     |     |
| DF             | 4  | Patric                  |     |     |
| DF             | 13 | Wallace                 |     |     |
| DF             | 14 | Riza Durmisi            |     |     |
| DF             | 26 | Ștefan Radu             |     | 36' |
| MF             | 21 | Sergej Milinković-Savić |     | 78' |
| MF             | 25 | Milan Badelj            |     |     |
| MF             | 27 | Rômulo                  |     |     |
| MF             | 32 | Danilo Cataldi          |     |     |
| FW             | 20 | Felipe Caicedo          |     | 66' |
| FW             | 30 | Pedro Neto              |     |     |
| Vezetőedző:    |    |                         |     |     |
| Simone Inzaghi |    |                         |     |     |

| Asszisztensek: Gianluca Vuoto Lorenzo Manganelli Negyedik játékvezető:: Fabio Maresca Tartalék játékvezető: Alfonso Marrazzo Videobíró: Gianpaolo Calvarese Videobíró asszisztens: Giorgio Peretti | Szabályok: - 90 perc játékidő. - 30 perc hosszabbítás döntetlen esetén. - Ha ezt követően sincs döntés, akkor tizenegyesek következnek. - Tizenkét csere nevezhető, három becserélhető. |